# Shane Rattenbury
Shane Stephen Rattenbury (né le 25 août 1971), est procureur général du Territoire de la capitale australienne (TCA), ancien président de l'Assemblée législative du TCA et membre de l'Assemblée législative monocamérale du territoire de la capitale australienne représentant l'électorat de Molonglo de 2008 à 2016 et l'électorat de Kurrajong depuis 2016 pour les Verts du TCA. Il est le premier président de parlement au monde à représenter un parti politique écologiste.

## Jeunesse, éducation et carrière avant la politique
Rattenbury emménage pour la première fois à Canberra en 1984. Il fréquente la Canberra Grammar School et obtient un Bachelor of Economics (en) et un Bachelor of Laws - avec un Honours degree - de l'Université nationale australienne. Il commence sa carrière au sein du ministère australien de l'Industrie, des Sciences et du Tourisme (en) Avant son élection à l'Assemblée, Rattenbury voyage entre Amsterdam et l'Australie en tant que directeur politique international de Greenpeace International. Pendant ce temps, il gagne en notoriété pour son travail sur les campagnes mondiales portant sur le changement climatique et la chasse à la baleine,,.

## Carrière politique
Aux élections fédérales de 1996, Rattenbury est le candidat des Verts pour la division nouvellement créée de Namadgi dans la banlieue sud de Canberra. Il arrive 3e avec 7,22% des voix primaires.
En 2001, Rattenbury se présente aux élections à l'Assemblée législative dans le TCA, dans la circonscription de Ginninderra pour les Verts du TCA. Après la répartition des préférences, Rattenbury est battu à la fois par Wayne Berry du Parti travailliste et par Roslyn Dundas des Démocrates australiens.
En juin 2008, les Verts du TCA annoncent que Rattenbury se présente à nouveau  aux élections dans la circonscription de Molonglo. Un sondage indépendant publié en octobre révèle que le vote des Verts a doublé depuis la dernière élection, au détriment des travaillistes, alors que le vote des Libéraux restait relativement inchangé. Les commentateurs prédisent que les Verts détiendront "l'équilibre du pouvoir" et décideront qui formera le gouvernement. Les Verts se déclarent alors prêts à travailler avec les deux grands partis,. Avec 82,1 % des suffrages comptés, les travaillistes obtiennent 37,6 % des voix, les libéraux 31,1 % et les verts 15,8 %. Des changements de vote au détriment des travaillistes (−9,3 %) et des libéraux (−3,7 %) sont enregistrés par rapport aux intentions de vote, au bénéfice des Verts (+6,6 %), entraînant l'élection de Rattenbury, Meredith Hunter, Amanda Bresnan et Caroline Le Couteur.

### Carrière parlementaire et élection à la présidence
Après des délibérations avec les partis travailliste et libéral, les Verts choisirent de soutenir un gouvernement minoritaire travailliste. Hunter fut l'un des principaux négociateurs de l'accord parlementaire entre les Verts du TCA et le Parti travailliste. Dans le cadre de cet accord, les Verts obtiennent une série d'accords dans les domaines de l'éducation, des services de santé, du logement, des transports publics et des droits des homosexuels. Il garantit également que les Verts présideront trois des principales commissions de l'Assemblée. En échange, les Verts acceptent de soutenir le ministre en chef, Jon Stanhope,. Les Verts ont également obtenu le soutien du gouvernement pour la nomination de Rattenbury au poste de président de l'Assemblée,. Alors qu'il était sur le banc croisé de la 7e Assemblée, Rattenbury était porte-parole des Verts dans les portefeuilles du procureur général, de l'environnement, du changement climatique et de l'eau, de l'énergie, de la police et des services d'urgence, du tourisme, des sports et des loisirs.

### Rôles ministériels
Après l'élection du TCA en 2012, Rattenbury étant le seul député vert à conserver son siège à l'Assemblée. L'élection ayant abouti à un parlement suspendu, Rattenbury, qui détenait l'équilibre du pouvoir, a annoncé qu'il soutiendrait Katy Gallagher et le Parti travailliste dans la formation du gouvernement. Le Labour Caucus du TCA a accepté de nommer Rattenbury ministre dans le cabinet de cinq membres de Gallagher et de soutenir 100 politiques des Verts. Rattenbury a été ministre de la santé des plus âgés du TCA, ministre du Logement, ministre des Services correctionnels, ministre des Affaires aborigènes et insulaires du détroit de Torres, ainsi que ministre du Territoire et des Services municipaux au Second Gallagher Ministry et au First Barr Ministry.
Rattenbury est réélu lors de l' élection législative de 2016 dans le TCA. Après l'élection, Rattenbury est rejoint par sa collègue du parti Caroline Le Couteur à l'Assemblée législative, portant le décompte des Verts à 2 sur 25 sièges au total à l'Assemblée. Rattenbury a ensuite conclu un accord avec le gouvernement travailliste minoritaire pour conserver une place au cabinet en tant que ministre du changement climatique et du développement durable, ministre de la justice, de la consommation et de la sécurité routière, ministre des services correctionnels et ministre de la santé mentale,. Bien que membre du gouvernement Barr, il s'est réservé le droit de se retirer des discussions du Cabinet sur des questions controversées et de voter en toute indépendance à l'Assemblée.
Réélus à nouveau lors des élections du TCA de 2020 avec six Verts élus à l'Assemblée alors composée de 25 membres, les Verts ont négocié un accord parlementaire et de gouvernement avec le parti travailliste qui a vu trois Verts entrer au ministère. Rattenbury détient les portefeuilles de procureur général, ministre de l'eau, de l'énergie et de la réduction des émissions, ministre des jeux et ministre de la consommation.